# Kanton Buzancy
Der Kanton Buzancy war bis 2015 ein französischer Wahlkreis im Arrondissement Vouziers, im Département Ardennes und in der Region Champagne-Ardenne; sein Hauptort (frz.: chef-lieu) war Buzancy. Die landesweiten Änderungen in der Zusammensetzung der Kantone brachten im März 2015 seine Auflösung. Vertreter im Generalrat des Départements war zuletzt Pierre Vernel.
Der Kanton Buzancy war 265,06 km² groß und hatte 1841 Einwohner (Stand: 2012).

## Gemeinden
| Gemeinde                 | Einwohner (Stand: 2022) | Code postal | Code Insee |
| ------------------------ | ----------------------- | ----------- | ---------- |
| Bar-lès-Buzancy          | 120                     | 08240       | 08049      |
| Bayonville               | 68                      | 08240       | 08052      |
| Belval-Bois-des-Dames    | 27                      | 08240       | 08059      |
| La Berlière              | 37                      | 08240       | 08061      |
| Briquenay                | 89                      | 08240       | 08086      |
| Buzancy                  | 381                     | 08240       | 08089      |
| Fossé                    | 61                      | 08240       | 08176      |
| Harricourt               | 45                      | 08240       | 08215      |
| Imécourt                 | 43                      | 08240       | 08233      |
| Landres-et-Saint-Georges | 68                      | 08240       | 08246      |
| Nouart                   | 110                     | 08240       | 08326      |
| Oches                    | 34                      | 08240       | 08332      |
| Saint-Pierremont         | 71                      | 08240       | 08394      |
| Sommauthe                | 131                     | 08240       | 08424      |
| Tailly                   | 179                     | 08240       | 08437      |
| Thénorgues               | 85                      | 08240       | 08446      |
| Vaux-en-Dieulet          | 54                      | 08240       | 08463      |
| Verpel                   | 64                      | 08240       | 08470      |

## Bevölkerungsentwicklung
| 1962 | 1968 | 1975 | 1982 | 1990 | 1999 | 2012 |
| ---- | ---- | ---- | ---- | ---- | ---- | ---- |
| 2628 | 2950 | 2513 | 2296 | 2058 | 1971 | 1841 |